# راسيل آدم بيرنهام
راسيل آدم بيرنهام (بالإنجليزية: Russell Adam Burnham)‏ هو عسكري أمريكي، ولد في 6 سبتمبر 1979 في توسان في الولايات المتحدة.